# Bodza
Bodza (bis 1948 slowakisch „Boďa“; ungarisch Bogya) ist eine Gemeinde im Südwesten der Slowakei mit 372 Einwohnern (Stand 31. Dezember 2024). Sie liegt im Okres Komárno, einem Teil des Nitriansky kraj.

## Geographie

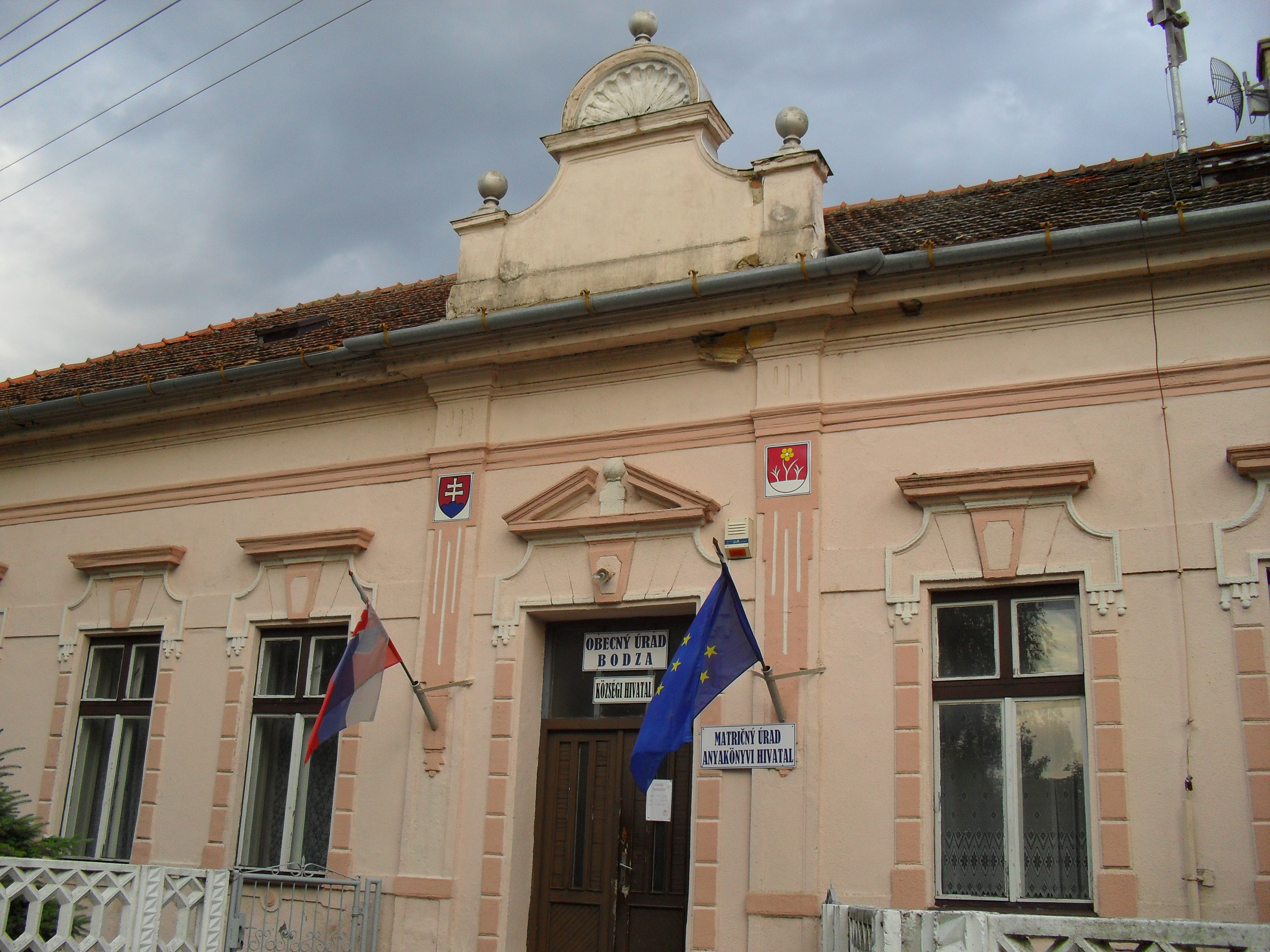
Gemeindehaus von Bodza

Die Gemeinde befindet sich im slowakischen Donautiefland, genauer noch im südöstlichen Teil der Großen Schüttinsel. Das Ortszentrum liegt auf einer Höhe von 115 m n.m. und ist sechs Kilometer von Veľký Meder sowie 27 Kilometer von Komárno entfernt.
Nachbargemeinden sind Sokolce im Norden, Bodzianske Lúky im Nordosten, Lipové im Osten, Tôň im Süden und Holiare im Westen.

## Geschichte

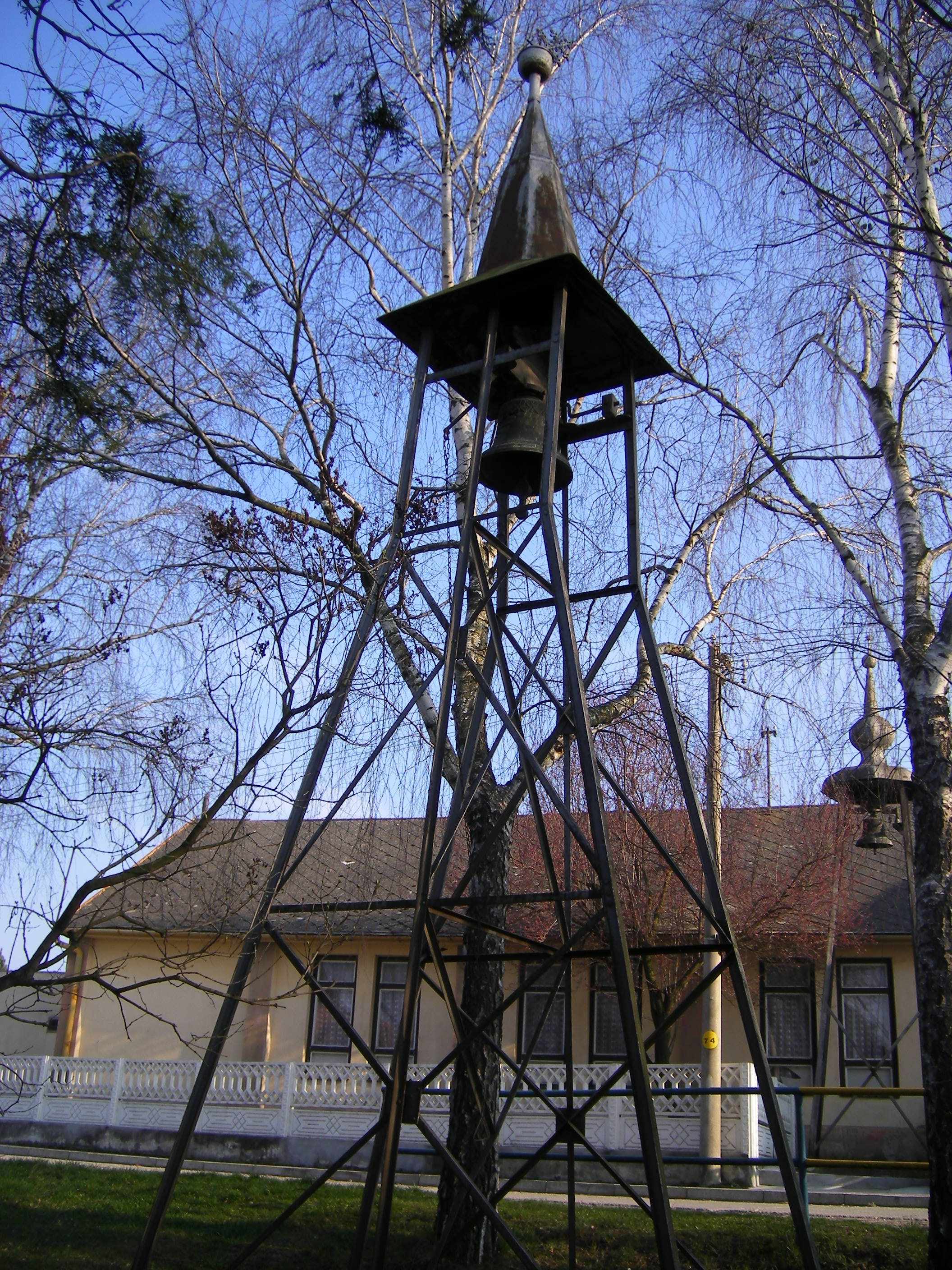
Glockenturm

Die heutige Gemeinde ist aus zwei bis zum 18. Jahrhundert getrennten Orten Hradná Bodza (ungarisch Várbogya) und Zemianska Bodza (ungarisch Nemesbogya) hervorgegangen. Der erstgenannte Ort wurde zum ersten Mal 1268 schriftlich erwähnt und war damals Gut der Burg Komorn. Zemianska Bodza wurde zum ersten Mal 1387 als villa nobilium de Bogya schriftlich erwähnt und war, wie der Name hinweist, Besitz des niederen Adels. Dort wurde eine Brückenmaut erhoben. Im 19. Jahrhundert hatte die Gemeinde insgesamt 14 verschiedene Gutsherren, wurde aber oft von Hochwassern heimgesucht.
Bis 1918/1919 gehörte der im Komitat Komorn liegende Ort zum Königreich Ungarn und kam danach zur Tschechoslowakei beziehungsweise heute Slowakei. Infolge des Ersten Wiener Schiedsspruchs war er zwischen 1938 und 1945 noch einmal Teil von Ungarn.
Das Donauhochwasser 1965 richtete in Bodza erhebliche Schäden an. 1971 wurde die Nachbargemeinde Holiare eingemeindet. 1990 entstand durch Abspaltung eines Teils des Gemeindegebiets die neue Gemeinde Bodzianske Lúky, seit 1994 ist Holiare wieder eine selbständige Gemeinde.

## Bevölkerung
| Jahr                | 1994 | 2004    | 2014    | 2024 |
| ------------------- | ---- | ------- | ------- | ---- |
| Anzahl der Personen | 341  | 355     | 372     | 372  |
| Unterschied         |      | +4,10 % | +4,78 % | +0 % |

| Jahr                | 2023 | 2024 |
| ------------------- | ---- | ---- |
| Anzahl der Personen | 372  | 372  |
| Unterschied         |      | +0 % |

Gemäß der Volkszählung 2011 wohnten in Bodza 372 Einwohner, davon 327 Magyaren, 41 Slowaken, zwei Roma und ein Ukrainer. Ein Einwohner machte keine Angabe zur Ethnie.
167 Einwohner bekannten sich zur reformierten Kirche, 102 Einwohner zur römisch-katholischen Kirche, drei Einwohner zu den Brethren, zwei Einwohner zur griechisch-katholischen Kirche sowie jeweils ein Einwohner zur altkatholischen Kirche und zur evangelisch-methodistischen Kirche; ein Einwohner bekannte sich zu einer anderen Konfession. 63 Einwohner waren konfessionslos und bei 32 Einwohnern wurde die Konfession nicht ermittelt.

## Verkehr
Durch Bodza verläuft die Straße 1. Ordnung 63 zwischen Bratislava und Komárno, ebenso die Bahnstrecke Bratislava–Komárno, mit einer Haltestelle westlich des Ortes.